# Winroll
WinRoll es un programa de código abierto para sistemas operativos Windows 2000, Windows XP y Windows 7, que permite enrollar las ventanas de los programas mostrando solo la barra de título. Está compilado en ensamblador.

## Historia
WinRoll 1.0 fue lanzado por primera vez el 10 de abril de 2003. Fue creado, y actualizado por Wil Palma. La versión más reciente, 2.0, fue lanzado el 7 de abril de 2004. Al ser un programa de código abierto, su código fuente está disponible gratuitamente en su sitio web.

## Características
El propósito de WinRoll es permitir a los usuarios tener varias ventanas en pantalla, mientras que los mantiene organizado y manejable. La principal característica del programa es que permite al usuario "enrollar" las ventanas hasta su barra de título. También permite a los usuarios minimizar programas a la bandeja, y permite ajustar la opacidad de las ventanas.